# Zimirina gomerae
Zimirina gomerae là một loài nhện trong họ Gnaphosidae.
Loài này thuộc chi Zimirina. Zimirina gomerae được Joachim Schmidt miêu tả năm 1981.